# Fuji T-5
Die Fuji T-5 ist ein von Fuji Heavy Industries hergestelltes propellergetriebenes zweisitziges Schul- und Verbindungsflugzeug. Die T-5 ist eine Weiterentwicklung aus der Fuji KM-2, die wiederum aus der in Lizenz gefertigten Beechcraft T-34 Mentor entwickelt worden war. Lehrer und Schüler sitzen in der T-5 nebeneinander.

## Entwicklung und Konstruktion
Die Fuji T-5 wurde von Fuji Heavy Industries als Ersatz für die kolbenmotorgetriebene Fuji KM-2 als Anfängerschulflugzeug für die Meeresselbstverteidigungsstreitkräfte entwickelt. Fuji rüstete die Zelle einer KM-2 mit einer Allison-250-Propellerturbine aus. Das als KM-2D bezeichnete Flugzeug flog erstmals am 28. Juni 1984. Die KM-2Kai ist eine Weiterentwicklung der KM-2D mit einem modernisierten Cockpit und nebeneinander angeordneten Sitzen sowie einem Schiebedach anstatt der Seitentüren wie bei der KM-2D. Die T-5 ist ein Ganzmetalltiefdecker mit einer Propellerturbine Allison 250 B17D und einem Dreiblattpropeller. Sie ist mit einem einziehbaren Bugradfahrwerk ausgestattet und hat eine geschlossene Kabine mit Schiebedach und zwei nebeneinander angeordneten Sitzen mit Doppelsteuerung in der Kunstflug- und vier Sitzen in der Verbindungsversion.

## Einsatzgeschichte
Die KM-2Kai wurde von den Meeresselbstverteidigungsstreitkräften als T-5 im März 1987 bestellt. Mit der Lieferung wurde 1988 begonnen. Die T-5 dient bei der 201. Trainingsstaffel.

## Militärische Nutzer
Japan
Maritime Selbstverteidigungsstreitkräfte

## Technische Daten
| Kenngröße             | Daten                          |
| --------------------- | ------------------------------ |
| Besatzung             | 2                              |
| Länge                 | 8,04 m                         |
| Spannweite            | 10,0 m                         |
| Höhe                  | 2,9 m                          |
| Leermasse             | 1082 kg                        |
| max. Startmasse       | 1805 kg                        |
| Reisegeschwindigkeit  | 287 km/h                       |
| Höchstgeschwindigkeit | 357 km/h                       |
| Reichweite            | 945 km                         |
| Triebwerk             | 1 × Allison-250-B17D-Turboprop |
| Leistung              | 261 kW (250 WPS)               |